# クリストファー・ウィリアム・デル

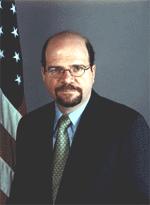
クリストファー・ウィリアム・デル

クリストファー・ウィリアム・デル（Christopher William Dell, 1956年 - ）は、アメリカ合衆国の外交官。国務省に所属する職業外交官であり、駐アンゴラ大使（2004年-2007年）、駐ジンバブエ大使（2007年-2009年）を務めた。

## 生い立ちと初期の経歴
クリストファー・ウィリアム・デルは1956年に誕生した。デルは1978年にコロンビア大学コロンビア・カレッジを優等で卒業し、文学士号を取得した。デルは友愛会ファイ・ベータ・カッパに所属した。デルは1980年にオックスフォード大学ベリオール・カレッジを卒業し、国際関係学の修士号を取得した。

## 国務省における職務歴
- 1981-1983: 副領事（メキシコ、マタモロス領事館）
- 1983-1984: 副領事（ポルトガル、ポルト領事館）
- 1984-1985: 政務官（ポルトガル、リスボン大使館）
- 1985-1986: 事務補佐官（政治軍事局）
- 1986-1987: スペイン・ポルトガル担当事務官（欧州カナダ局）
- 1987-1989: ギリシャ基地協定特別交渉官秘書官（欧州カナダ局）
- 1991-1994: 首席公使（モザンビーク、マプト大使館）
- 1994-1996: 課長補佐（欧州カナダ局地域政治室）
- 1997-2000: 首席公使（ブルガリア、ソフィア大使館）
- 2000-2001: 使節長（コソボ、プリシュティナ事務所）
- 2001-2004: 駐アンゴラ大使
- 2004-2007: 駐ジンバブエ大使
- 2007-2009: 首席公使（アフガニスタン、カーブル大使館）

## 駐ジンバブエ大使

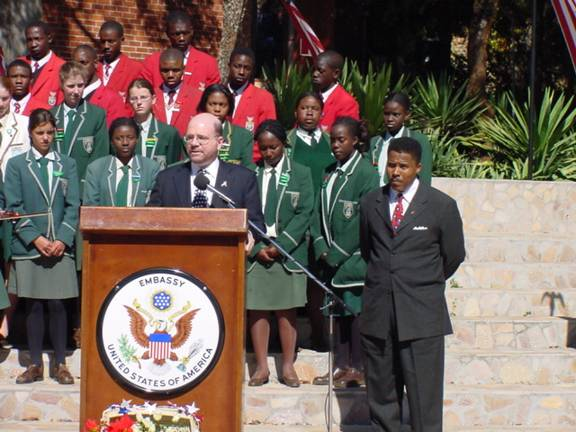
大使公邸前でアメリカ独立記念日の祝賀挨拶をするデル大使

デルは2004年7月2日に駐ジンバブエ大使に指名された。デルは同年9月2日にジンバブエの首都ハラレで信任状奉呈を行い、大使に着任した。デル在任中の2005年5月、ジンバブエ大統領ロバート・ムガベは強制退去政策「ゴミ一掃作戦」を実施し、貧困層住宅地域の住居や小規模店舗などを破壊した。アメリカ合衆国はこの政策を非難し、アメリカ連邦議会は抗議決議を実施した。デルは連邦政府の抗議文をジンバブエ政府へと送付し、「もはや人民には、失うものは何もなくなった。人民は政府に畏怖の念を抱けない。大統領に対する反対意識は、臨界点に達している」と警告した。
ジンバブエの「ゴミ一掃作戦」やジンバブエ国内の非人道的状況により、アメリカとジンバブエの関係は悪化した。アメリカはこの責任について、ジンバブエ国内の公務員の腐敗と不始末の結果であると非難した。加えてアメリカは、2004年の年次報告書でジンバブエを「人権の虐待者」と言及した。
両国間の緊張関係の結果、デルはジンバブエ政府の不満の矢面に立たされることになった。2005年10月中旬、デルはハラレ植物園の制限区域に立ち入ったとして拘留を受けた。2005年10月末、デルはムタレで開催された公開講座において、国内の食糧不足の原因は汚職にあると指摘した。一方、ジンバブエ政府は食糧不足について「外国からの経済制裁が原因」と述べた。デルは2005年11月8日にムガベ大統領からの呼び出しを受け、「地獄に落ちろ」と罵りを受けた。翌日、デルは協議のためアメリカに呼び戻された。その後デルは、再びジンバブエへと戻った。
2007年3月11日、ジンバブエ警察は首都ハラレでのデモ活動を制圧し、抗議者の1人を銃殺した。また民主変革運動のモーガン・ツァンギライ議長など多くの野党指導者を拘束し、拷問を加えた。デルはこの事件に対して、ジンバブエ政府への非難を公式に示した。
2007年3月19日、ジンバブエ外務大臣スンバラシェ・ムンベンゲグウィはムガベ大統領の命令を受けて、デルをはじめとする西側諸国の外交官を呼び出した。そしてムンベンゲグウィ外務大臣は西側諸国の外交官に対して、ジンバブエ国内事情への干渉を止めるよう公式警告を発し、その受理を求めた。デルはムンベンゲグウィ外務大臣に対して質問の機会を求めたが、ムンベンゲグウィ外務大臣はそれを拒否した。そのためデルは退席し、デルはこの会議について不快感を表した。またデルは会議を撮影していたジンバブエ国営メディアに対して、「ごまかしに過ぎない」と述べた。デルは同日中にハラレを離れ、ロンドンへ移動した。アメリカ国務省はデルについて、近日中にジンバブエへ戻るだろうと公式に伝えた。
2007年7月14日、デルはムガベ大統領に別れの辞を告げることなく、ジンバブエ大使を離任した。ジンバブエ国営ラジオはデルが失望の念を抱いていると報じ、デルはムガベが現在もなお大統領を務めていることに不満を示した。デルはジンバブエ大使退任後、駐アフガニスタン首席公使に任命された。